# 米切爾鎮區 (密歇根州阿爾科納縣)
米切爾鎮區（英語：Mitchell Township）是位於美國密歇根州阿爾科納縣的一個行政鎮區。

## 地方資料
米切爾鎮區的面積為371.40平方千米，當中陸地面積為369.20平方千米，而水域面積為2.20平方千米。根據2010年美國人口普查的數據，當地共有人口354人，而人口密度為每平方千米0.95人。